# 再会 (横関大)
『再会』（さいかい）は、横関大による日本の推理小説。第56回江戸川乱歩賞を受賞した、作者のデビュー作。受賞時のタイトルは『再会のタイムカプセル』で、2002年から8年連続で応募し受賞に至った。文庫化の際、「余分な情報がないから読者を限定せずに想像力を刺激してくれる」という選考委員と著者の一致した判断により『再会』という漢字2文字に改題された
。2012年にテレビドラマ化された。

## 書籍情報
- 単行本：講談社、2010年8月5日、ISBN 978-4-06-216465-8
- 文庫：講談社文庫、2012年8月10日、ISBN 978-4-06-277347-8

## あらすじ（原作に準拠）
岩本万季子、清原圭介、佐久間直人、飛奈淳一の4人は小学校の卒業式前日に、ある秘密を隠したタイムカプセルを校庭に埋めた。
23年後、美容室を経営する万季子は、スーパーの店長・佐久間秀之から、息子の正樹が万引きをしたと呼び出される。私立中学校への進学が決まっている息子を心配する万季子を見透かすように、佐久間は金銭を要求する。東京に住む元夫の圭介と相談し、圭介に金を渡しに行ってもらうと、佐久間は今度は万季子の肉体を求めてきた。翌日の夜、何とか金で事を収めてもらおうと取引現場に向かった圭介は、そこで佐久間の死体を発見するが、自分たちに疑いがかかることを恐れ通報せずに逃げてしまう。
翌日、佐久間の死体が発見され、警察の調べにより佐久間の死因が射殺で、凶器の拳銃が23年前に駐在警官だった圭介の父親が殉職した際に使用されたものと同じものであることが判明する。その拳銃は、あのタイムカプセルに入れたはず……、中身も埋めた場所も知っているのは4人だけ。誰がタイムカプセルを掘り返したのか。23年の時を経て、4人それぞれが抱えてきた心の闇に光が射す。

## 登場人物

### 主要人物
岩本 万季子（いわもと まきこ）
美容室〈シーズン〉の美容師、店長。シングルマザー。息子・正樹の万引きの件で秀之に金銭を要求され、元夫の圭介に相談する。
清原 圭介（きよはら けいすけ）
万季子の元夫。建築士。現在は渋谷で大学時代の先輩と〈SKS建築事務所〉を共同経営している。万季子とは小学校の同級生。駐在警官だった父の死を機に、小学校卒業後に東京の親戚の元へ引っ越した。
万季子との離婚理由は、事務所の独立に当たって本格的に東京に腰を落ち着けたい圭介と、既に横浜の私立小学校に通っていた正樹の進学問題を重視した万季子との意見の相違によるものであった。
現在は再婚しており、妻・琴乃は妊娠9カ月だが、万季子にはまだ再婚したことも伝えていない。
佐久間 直人（さくま なおと）
〈サクマ産業〉の専務で実質的な経営者。
秀之の腹違いの弟。万季子とは小・中学校の同級生。万季子が初恋の相手だった。
飛奈 淳一（とびな じゅんいち）
三ツ葉警察署刑事課強行犯係刑事。酒を飲むと同棲相手の博美に暴力を振るってしまう。
万季子とは小・中学校の同級生。早くに父親を亡くし、母子家庭で育った。

### その他
松本 博美　(まつもと　ひろみ)
淳一の同棲中の彼女。ある事がキッカケで淳一と一緒になり恋人未満の関係となり、淳一の27年間抱え続ける心の闇を受け入れ強く支え続ける。
また、淳一がお酒を飲むと淳一からDVを受けている。
清原 和雄（きよはら かずお）
圭介の父親。駐在所の警官で、休日には万季子ら4人も含め地元の子供たちに剣道を教えていた。
23年前、逃亡していた銀行強盗犯を追跡中に撃ち合い死亡した。万季子ら4人も現場近くにおり、圭介が父親の形見として拳銃を持ち出し、警察では凶器は行方不明と判断された。
佐久間 秀之（さくま ひでゆき）
〈フレッシュサクマ三ツ葉南店〉店長。直人の異母兄。
正樹が起こした万引きを理由に万季子を脅迫し、金と肉体関係を強要する。23年前に万季子ら4人がタイムカプセルに隠した拳銃で殺害される。
南良 涼（なら りょう）
神奈川県警捜査一課刑事。アメリカの大学で犯罪学について学んだエリート。淳一とコンビを組む。
多村 美帆（たむら みほ）
美容室〈シーズン〉の美容師、従業員。
岩本 正樹（いわもと まさき）
万季子の息子。12歳、私立小学校6年生。〈フレッシュサクマ三ツ葉南店〉で万引きをする。
盛田 昭二（もりた しょうじ）
三ツ葉警察署刑事課強行犯係、警部。
小杉 房則（こすぎ ふさのり）
三ツ葉警察署署長、警視。
大島 伸和（おおしま のぶかず）
23年前の銀行強盗犯。当時45歳。和雄と撃ち合いになり死亡した。奪った現金3000万円は発見されていない。
佐久間 秀正（さくま ひでまさ）
秀之と直人の父親。佐久間家の当主。脳溢血で倒れ入院している。

## テレビドラマ
2012年12月8日の21:00-23:30、フジテレビ系列の「土曜プレミアム」枠にて「大型ミステリー特別企画」と銘打って放映された。ドラマ版では4人が再会する時期が27年ぶりに変更されている。

### キャスト
- 飛奈淳一〈39〉 - 江口洋介
- 岩本万季子〈39〉 - 常盤貴子
- 清原圭介〈39〉 - 堤真一
- 佐久間直人〈39〉 - 香川照之
- 松本博美〈27〉 - 長澤まさみ
- 南良涼〈34〉 - 北村有起哉
- 盛田昭二〈48〉 - 神保悟志
- 青木琴乃〈30〉 - 相沢紗世
- 小杉房則〈58〉 - 北村総一朗
- 岩本正樹〈12〉 - 加藤清史郎
- 佐久間秀之〈42〉 - 杉本哲太
- 載寧龍二、天田暦、成田瑛基、中谷竜、毛利ケンイチ、小林博、宮林成龍、久保田民絵、金尾哲夫、藤本泉、渡部飛鳥、根岸泰樹、浅見姫香、林晃平、中野隼輔

### スタッフ
- 脚本 - 橋本裕志
- 演出 - 石井祐介
- 音楽 - 神坂享輔
- 音楽プロデュース - 志田博英
- 選曲 - 谷口広紀
- 警察監修 - 倉科孝靖
- 技斗 - 釼持誠
- 企画 - 成河広明
- プロデューサー - 清水一幸
- アソシエイトプロデューサー - 小椋久雄
- 制作協力 - 共同テレビジョン
- 制作著作 - フジテレビ